# Hydrocotyle grossulariifolia
Hydrocotyle grossulariifolia là một loài thực vật có hoa trong Họ Cuồng. Loài này được Rusby mô tả khoa học đầu tiên năm 1920.